# Ana Isabella González
Ana Isabella González Velásquez (* 19. Mai 2005) ist eine salvadorianische Leichtathletin, die sich auf den Siebenkampf spezialisiert hat und aktuell Inhaberin des Landesrekordes im Hochsprung ist.

## Sportliche Laufbahn
Erste internationale Erfahrungen sammelte Ana Isabella González im Jahr 2021, als sie bei den Zentralamerikameisterschaften in San José mit übersprungenen 1,74 m die Silbermedaille im Hochsprung hinter der Costa Ricanerin Abigail Obando gewann. Zudem belegte sie im Weitsprung mit 5,17 m den vierten Platz. Anschließend siegte sie bei den U18-Zentralamerikameisterschaften in Managua mit 1,68 m im Hochsprung sowie mit 4379 im Siebenkampf und belegte bei den Panamerikanischen Juniorenspielen in Cali mit 1,70 m den siebten Platz im Hochsprung. Im Jahr darauf siegte sie bei den U18-Zentralamerikameisterschaften in Managua mit 1,69 m im Hochsprung sowie mit 5,17 m im Weitsprung und in 14,62 s im 100-Meter-Hürdenlauf. Anschließend gewann sie bei den Zentralamerikameisterschaften ebendort mit 1,63 m die Bronzemedaille im Hochsprung hinter Abigail Obando und deren Landsfrau María José Rodríguez. 2023 belegte sie bei den Zentralamerika- und Karibikspielen in San Salvador mit 4650 Punkten den siebten Platz im Siebenkampf und wurde anschließend bei den U20-Panamerikameisterschaften in Mayagüez mit 4494 Punkten Sechste. Im Jahr darauf siegte sie mit 4780 Punkten bei den U20-Zentralamerikameisterschaften in San José anschließend siegte sie mit 4628 Punkten bei den Zentralamerikameisterschaften in San Salvador. Zudem sicherte sie sich dort mit 1,65 m die Silbermedaille im Hochsprung hinter Abigail Obando aus Costa Rica und gewann auch mit der 4-mal-400-Meter-Staffel in 4:14,56 min die Silbermedaille hinter dem Team aus Nicaragua. Im August schied sie bei den U20-Weltmeisterschaften in Lima mit 1:03,29 min in der ersten Runde im 400-Meter-Hürdenlauf aus.

## Persönliche Bestleistungen
- 400 m Hürden: 63,29 s, 28. August 2024 in Lima
- Hochsprung: 1,74 m, 26. Juni 2021 in San José (salvadorianischer Rekord)
- Weitsprung: 5,55 m (−0,8 m/s), 16. April 2023 in San Salvador
- Siebenkampf: 4857 Punkte, 28. März 2024 in San Marcos
  - Fünfkampf (Halle): 3471 Punkte, 25. Februar 2024 in Birmingham (salvadorianischer Rekord)